# 도르도뉴주의 캉통
프랑스 도르도뉴주에는 총 25개의 캉통이 속해 있다. 2015년 3월 행정구역 총개편으로 인해 현재는 다음과 같이 설치되어 있다.
- 베르주라크 1
- 베르주라크 2
- 브랑톰
- 쿨루니샤미에
- 오트페리고르누아르
- 일루오베제르
- 일마누아르
- 라랭드
- 몽퐁메네스테롤
- 페드라포르스
- 페드몽테뉴에귀르송
- 페리고르상트랄
- 페리고르베르농트로네
- 페리괴 1
- 페리괴 2
- 리베라크
- 생타스티에
- 사를라라카네다
- 쉬드베르제라쿠아
- 테라송라빌디외
- 티비에
- 트렐리사크
- 발레도르도뉴
- 발레드릴
- 발레드롬